# Краловеградецкий край
Краловегра́децкий край (чеш. Královéhradecký kraj) — административная единица Чешской республики, расположен на северо-востоке исторической области Богемия. Административный центр края — Градец Кралове.

## География
В крае расположены Исполиновы горы, в которых находится самая высокая горная вершина в Чехии Снежка (1602 метра над уровнем моря), а также плодородная долина реки Эльбы.
В крае расположен национальный парк Исполиновы горы а также государственный заповедник Adršpašsko-Teplické skály в Broumov.

## Административное деление

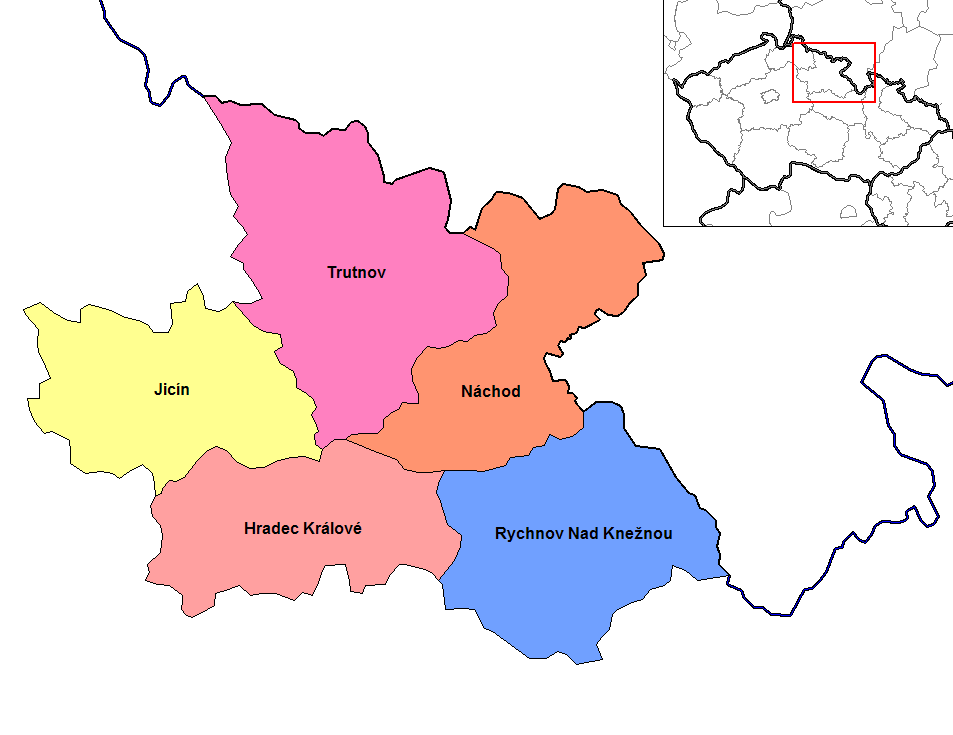
Административная карта края

Территория края подразделяется на 5 районов.
| Район              | Площадь, км² | Население, чел. (2011) | Количество населенных пунктов |
| ------------------ | ------------ | ---------------------- | ----------------------------- |
| Градец Кралове     | 891,62       | 162 661                | 101                           |
| Йичин              | 886,63       | 79 702                 | 111                           |
| Наход              | 851,57       | 109 550                | 78                            |
| Рихнов-над-Кнежной | 981,78       | 77 829                 | 83                            |
| Трутнов            | 1146,78      | 118 174                | 75                            |

## Население
По численности населения (547 916 жителей) край занимает 10-е место в Чехии (2011). В крае 448 населённых пунктов, в том числе 43 города. Небольшие населённые пункты с количеством жителей меньше 500 человек составляют 65 % всех поселений. Плотность населения составляет 115,13 жителей на 1 км², что несколько ниже среднего уровня по стране.

## Населённые пункты

### Города
| Город              | Население (31 декабря 2005) |
| ------------------ | --------------------------- |
| Градец Кралове     | 94 431                      |
| Трутнов            | 31 195                      |
| Наход              | 21 079                      |
| Йичин              | 16 253                      |
| Двур-Кралове       | 16 111                      |
| Врхлаби            | 13 065                      |
| Яромерж            | 12 767                      |
| Рихнов-над-Кнежной | 11 672                      |

### Сёла
- Садова

## Экономика
В крае развита текстильная промышленность, а также сельское хозяйство. Важным экономическим фактором региона является туризм.